# Oxyopes striagatus
Oxyopes striagatus là một loài nhện trong họ Oxyopidae.
Loài này thuộc chi Oxyopes. Oxyopes striagatus được Da-xiang Song miêu tả năm 1991.